# Diocesi di Germanicia
La diocesi di Germanicia (in latino Dioecesis Germaniciana) è una sede soppressa del patriarcato di Antiochia e una sede titolare della Chiesa cattolica.

## Storia
Germanicia, identificabile con Kahramanmaraş nell'odierna Turchia, è un'antica sede episcopale della provincia romana della Siria Eufratense nella diocesi civile d'Oriente. Faceva parte del Patriarcato di Antiochia ed era suffraganea dell'arcidiocesi di Gerapoli, come attestato da una Notitia episcopatuum del VI secolo.
Germanicia fu il luogo d'esilio di Lucifero di Cagliari e la città di nascita di Nestorio e di Leone III Isaurico. Secondo alcune tradizioni nei suoi pressi trovò la morte l'imperatore Costanzo II. In epoca imprecisata Germanicia fu elevata al rango di sede arcivescovile autocefala.
Diversi sono i vescovi greco-bizantini noti di questa antica sede episcopale. Selamanes (Salomone?) prese parte al concilio di Ancira nel 314 e a quello di Nicea del 325. Eudossio, vescovo ariano, occupò la sede dal 331 circa fino al 357, quando divenne patriarca di Antiochia, e successivamente patriarca di Costantinopoli. Gorgonio prese parte alla consacrazione di Paolino d'Antiochia nel 362. Il vescovo e teologo Stefano fu ordinato da Melezio di Antiochia verso il 378. Giovanni, inizialmente vescovo nestoriano, passò all'ortodossia; prese parte al sinodo di Zeugma del 433, al concilio di Calcedonia del 451; nel 458 sottoscrisse la lettera sinodale di Gennadio di Costantinopoli contro la simonia. Tommaso, vescovo monofisita, fu espulso dalla sua sede nel 518 per ordine di Giustino I e morì nel 542.
A partire dal VI secolo la città, con il nome di Marash (o Marasc), fu sede di una comunità della Chiesa ortodossa siriaca. Tommaso fu il primo di una lunga serie di vescovi giacobiti documentati dalle fonti storiche o menzionati nella Cronaca di Michele il Siro dall'VI al XII secolo.
Durante l'epoca delle crociate, Marash fu sede di una diocesi di rito latino, la cui esistenza è documentata dallo stesso Michele il siro e dalle poche fonti occidentali coeve che parlano di questa città. Non si conosce tuttavia il nome di alcun vescovo, se non tre anonimi: il primo, installato dai Crociati il 15 ottobre 1097; il secondo, deceduto forse per il terremoto che colpì la regione nel mese di novembre del 1114; e il terzo, massacrato dai Turchi nel mese di settembre del 1149.
Dal XVI secolo Germanicia è annoverata tra le sedi vescovili titolari della Chiesa cattolica; la sede è vacante dal 23 febbraio 1869.

## Cronotassi

### Vescovi greco-bizantini
- Selamanes (Salomone?) † (prima del 314 - dopo il 325)
  - Eudossio † (circa 331 - 357 nominato patriarca di Antiochia) (vescovo ariano)
- Gorgonio † (menzionato nel 362)
- Stefano † (circa 378 - ?)
- Giovanni † (prima del 433 - dopo il 458)

### Vescovi e arcivescovi monofisiti
- Tommaso † (prima del 518 - 542 deceduto)
- Sergio † (prima del 670 - dopo il 687)
- Davide † (? - circa 710 deceduto)
- Teodoto (o Teodoro) † (prima del 726 - 739 deceduto)
- Giovanni I † (menzionato nell'818)
- Habib † (circa 820 - ?)
- Teodoro † (circa 830/840 - ?)
- Abramo † (circa 840/843 - ?)
- Gabriele † (circa 843/845 - ?)
- Giovanni II † (circa 880 - dopo il 910)
- Giuseppe † (circa 912 - ?)
- Mosé † (circa 945/950 - ?)
- Costantino † (962 - ?)
- Giovanni III † (circa 970 - ?)[8]
- Teodosio † (circa 984/985 - dopo il 1004)
- Gregorio † (circa 1035 - ?)
- Timoteo I † (circa 1060 - ?)
- Filosseno I † (circa 1088/1089 - ?)
- Timoteo II † (circa 1110 - ?)
- Filosseno II † (circa 1140 - dopo il 1149 circa)
- Dionigi † (1154 - circa 1166 nominato arcivescovo di Amida)
- Basilio † (1166 - ?)
- Ignazio † (circa 1190 - ?)

### Vescovi latini
- Anonimo † (15 ottobre 1097 - ?)
- Anonimo † (? - novembre 1114 deceduto)
- Anonimo † (? - settembre 1149 deceduto)

### Vescovi titolari
- Anton Manicir (Antonio Manicordio) † (16 giugno 1581 - circa 1592 deceduto)
- Carolus Griming † (23 ottobre 1592 - 1614 deceduto)
- Sisto Carcano, O.P. † (21 luglio 1614 - 1627 deceduto)
- Augustinus Pittrich, O.S.B. † (9 agosto 1627 - 20 settembre 1629 deceduto)
- Johann Walterfinger, O.S.B. † (9 settembre 1630 - ?)
- Eustach (Franz Sales von der schmerzhaften Mutter) Federl, O.C.D.[9] † (27 luglio 1774 - 26 luglio 1787 deceduto)
- Edward Dillon † (14 gennaio 1794 - 29 giugno 1795 succeduto vescovo di Kilmacduagh e Kilfenora)
- Patrick Ryan † (2 ottobre 1804 - 14 gennaio 1814 succeduto vescovo di Ferns)
- James Kyle † (13 febbraio 1827 - 23 febbraio 1869 deceduto)[10]